# Tipula (Eumicrotipula) petaluroides
Tipula (Eumicrotipula) petaluroides is een tweevleugelige uit de familie langpootmuggen (Tipulidae). De soort komt voor in het Neotropisch gebied.